# Hauptfigur und Nebenfigur (Heraldik)

Ein Amboss, umgeben von vier Schellen (Wappen von Nurmo)

Als Hauptfigur wird in der Heraldik die größere Figur von mehreren Wappenfiguren im Wappenschild bezeichnet. Sie sollte in der Regel mittig im Feld angeordnet sein und auch die Wichtigste sein. Die sie umgebenden kleineren Wappenfiguren werden Nebenfigur genannt. 
Bei der Beschreibung wird die Hauptfigur zuerst vor den Nebenfiguren beschrieben. Sind im Wappen mehrere Felder, wie es beispielsweise bei zusammengesetzten Wappen ist, kann je Feld die Bestimmung vorgenommen werden. Da es auch andere Regeln zur Reihenfolge der Beschreibung gibt, etwa „Oben vor Unten“, „Mitte vor Außen“, kann nicht mit Bestimmtheit aus der Reihenfolge geschlossen werden, dass die erstgenannte Figur die Hauptfigur ist, genauso wenig, dass die mit dem prominenteren Platz die Hauptfigur ist.
Die Hauptfigur kann mit anderen Nebenfiguren bestreut, belegt oder besteckt sein, oder allgemein beseitet oder begleitet: Bei einer einseitigen Lage (links oder rechts) der Nebenfiguren (beseitet) zur Hauptfigur, muss die Lage der Seite gemeldet werden. Oben begleitet nennt man überhöht, sonst meldet man auch darüber oder darunter. Der überhöhte Platz ist für besonders betonte Nebenfiguren.
Außerdem kann sie etwa bei Wappentieren und Menschen in Händen oder Pfoten gehalten werden oder anderweitig appliziert sein: Die deutsche Heraldik kennt dafür keinen gemeinsamen Ausdruck, man verwendet ein allgemeinverständliches Wort.

## Blasonierungsbeispiele
|  |  |

|  |  |

|  |  |

## Nachweise
- Gert Oswald: Lexikon der Heraldik. VEB Bibliographisches Institut, Leipzig 1984, S. o.A.
- Walter Leonhard: Das große Buch der Wappenkunst. Entwicklung, Elemente, Bildmotive, Gestaltung. Lizenzausgabe. Bechtermünz, Augsburg 2001, ISBN 3-8289-0768-7, S. o.A.